# تياغو ريال
تياغو ريال (بالبرتغالية: Tiago Real) هو لاعب كرة قدم برازيلي في مركز الوسط، ولد في 26 يناير 1989 في كوريتيبا في البرازيل. لعب مع نادي بالميراس ونادي باهيا ونادي جوينفيل ونادي غوياس ونادي فيتوريا ونادي كوريتيبا ونادي ناوتيكو ونادي هجر السعودي ونادي الجبيل السعودي.

## وصلات خارجية
- تياغو ريال على موقع قاعدة بيانات كرة القدم.إي يو (الإنجليزية)
- تياغو ريال على موقع Soccerway.com (الإنجليزية)